# 江ノ電もなか
江ノ電もなか（えのでんもなか）は、神奈川県藤沢市にある和菓子店の「扇屋」が製造・販売する最中（もなか）である。
箱は神奈川県鎌倉市と藤沢市を走る江ノ島電鉄の車両を模しており、中には長方形の最中が入っている。モデルとなったのは600形電車である。

## 種類・販売

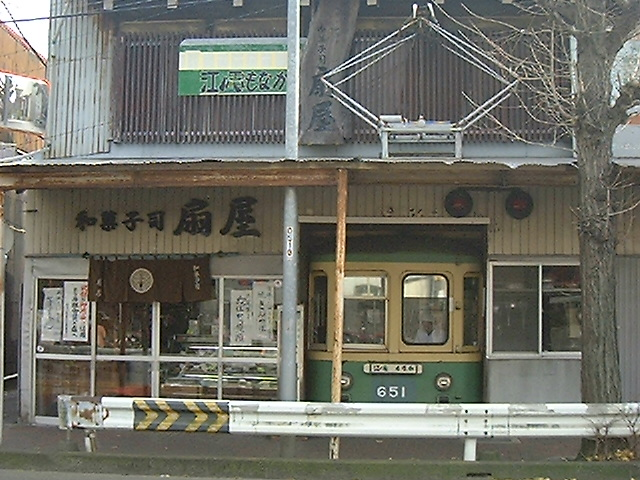
「扇屋」の店頭に保存されている、
江ノ電もなかのモデルとなった
600形電車の前面

箱のパッケージに江ノ島電鉄で運行される車両が描かれており、パッケージの種類に応じて全6種類の最中が入っている。
- 江ノ電 - 粒餡に求肥が入ったもの
- チョコ電 - 漉し餡に求肥が入ったもの
- 赤電 - 梅肉の入った梅餡
- 新電 - ユズの入ったユズ餡
- 青電 - ゴマの入った胡麻餡
- 新型車両 - 抹茶の入った抹茶餡。2000形電車の登場記念に追加された。車両に合わせて、前面が傾斜しており、屋根には路線図、車窓に富士山・江の島・鎌倉大仏が描かれている。

1個ずつのバラ売り（1箱=150円）または、10個詰め合わせ入りの1箱（1,500円）販売されている。10個詰め合わせの内容は、新型車両以外の5種類の最中が2個ずつ入っている。
10個入りの外箱には、路線図（箱に書かれたものとは別）と鎌倉の観光名所がイラストで描かれている。包装紙を開けると、窓の付いた内箱が出てくる。
内箱は車庫をイメージしている。最中自体は車両の形をしていないが、車両の形をした箱の中に入っているために、一口では頬張れないほどの大きさである。

「扇屋」では他に四季折々の和菓子も販売しており、たくさんの商品を1年を通して出会うことができる。